# 矩叶黑桦树
矩叶黑桦树（学名：Rhamnus maximovicziana var. oblongifolia）为鼠李科鼠李属下的一个变种。

## 扩展阅读
- 維基物種上的相關：矩叶黑桦树